# キリンジゲート
『キリンジゲート』は、塚脇永久と闘牌監修の渋川難波による日本の漫画。本作は2018年から『近代麻雀』（竹書房）にて連載されており、前作・前々作の『鉄鳴きの麒麟児』、『鉄鳴きの麒麟児 歌舞伎町制圧編』に続く麒麟児シリーズとしてカウントされている。

## あらすじ
警察から殺人の容疑で追われる身の少女、葉隠杏は自身の雇い主を裏切り逃亡した代打ちの大悟と間違われたことをきっかけに、ヤクザからも追われることとなる。ヤクザの一人が発した言葉を頼りに駆け込んだ先で彼らの襲撃に遭い、逃げ惑う中で代打ちとなった桐谷鈴司と出会い、彼の身を挺した行動によって一命を取り留める。傷を負った鈴司と共に代打ちの世界へ飛び込んだ杏は、騒ぎを聞き駆けつけた火骨に大悟の使っていたグローブを渡されると共にフロントへ行き、人を呼んで彼を助けるよう叫ばれ、方向も分からぬまま駆け出すこととなった。自身の状況を嘆く中で義経と出会い、彼の策にはまり右も左も分からないまま代打ちとして卓につくこととなった杏は、様々な課題を前に思い悩むものの、一刻も早く鈴司を助けるために、全く知らない麻雀と向き合い、勝利を勝ち取ることを決意する。

## 登場人物

### 1巻
桐谷鈴司（きりや りんじ）
本作およびシリーズを通しての主人公。脳腫瘍を患った元嫁の華子を救うため代打ちとなった三十路の男性。本作では億単位の手術代と執刀医に話を持ち掛けるきっかけを得るために魔人とカノンの討伐を志す。真摯に麻雀と向き合う一方で、華子と娘の小梅のために身を挺して戦う愛情深い面も持ち合わせている。ネット麻雀では「キリンジパパ」のID名を持つ十段として他のプレイヤーたちから尊敬されると共に、未だ誰も到達したことのない天竜位を獲得出来る人物として期待を寄せてられている。

葉隠杏（はがくれ あん）
本作のもう一人の主人公。警察から殺人、ヤクザからは裏切りと資金の持ち逃げをした大悟と間違われ追われる身の中で麻雀と出会い手探りでルールを把握することとなった少女。対局の中で学んだ鳴き麻雀の技術と鈴司たちとの出会いを通して魔人とカノンの討伐を志すと共に自身の道を切り開くことを決意する。前向きで挑戦的な性格をしているものの自身の過去に囚われることが多く、それ故に自身の身を困難な状況に追い込んでしまう面を持ち合わせている。ネット麻雀では本名を用いて戦っており、テンパイ料を捲り上げて五段に昇段している。

大悟（だいご）
過去に福老組に所属していた「燃えるビチビチ金魚」の通り名を持つ代打ちの青年。魔人戦において鮫洲と間黒を裏切り敗北を喫した後、福老組の資金を持ち逃げしたことを含め彼らから敵意を向けられ追われる身となった。魔人に敗北したことをきっかけに鳴き麻雀は弱いと捉えるようになり、身を隠す中で自身の腕前を嘆く様子が描かれている。

鮫洲（さめず）
福老組に所属する痣だらけの顔をした麻雀打ちの男性。仲間を裏切り福老組の資金を持ち逃げした大悟を追う中で人違いから杏を捕えてしまう。以降、様々な方法を用いて彼女をアシストし元の世界へ戻そうと努めつつも麻雀を打つこととなる。かつて大悟に魔人の裏をかく通しのサインと話を持ちかけた上で勝負に臨ませたものの、オーラスで裏切られ大悟と間黒と共に敗北を喫し、間黒と共に罰を受け右手の指を失うこととなった。

火骨武郎（かぼね たけろう）
鈴司からカポネさんと呼ばれている元スカウトマンの男性。本作では杏に大悟のグローブを渡す形で登場し、その後は義経と共に魔人討伐に協力する形で登場する。

義経（よしつね）
鈴司に憧れたことをきっかけに代打ちとなった「悪魔の目」の通り名を持つ青年。杏と出会い自身の名声のために策を企て彼女を利用とするも思惑を見抜かれ敗北した。その後は常人離れした魔人の力を見抜くため鈴司と火骨に協力する形で登場する。

組長（くみちょう）
福老組の長を務める胸元に対称的な刺青を入れた男性。高打点と大胆な打ち方を好み、作中で自身の高い手をネロに蹴られた際は彼に対し怒りを露わにしていた。感情が高ぶると相手に対し躊躇なく拳を振り上げる暴力的な面を持つ一方で、自身の期待に応える相手に対しては相手の望みを叶えることを約束する、激励の言葉をかける義理堅い人物でもある。白鯨組の長を務める土院とは対立関係にあり、彼から大悟の件をたきつけられる描写がある。

有野潮音（ありの しおね）
有野脳神経外科病院に勤める白髪の男性。今作ではカノンの自決を阻止し華子を手術台に運ぶため奔走する様子が描かれている。普段は淡々としているがカノンの前では明るく振る舞う一面や、手術の見通しが立った際は声高々に喜ぶ感情豊かな一面も持ち合わせている。ネット麻雀では自身の名前をID名として用いて小梅と共にカノンと鈴司の対局に参加した。６巻のおまけマンガでは作者に問診を行う医者として登場している。

根間零壱（こんま れいいち）
「ネロ」の代打ち名と鳴きを通して自身の手牌をゼロに近づけていく様を表した「裸の王様」の通り名を持つ男性。組長が兄弟分から買うことを検討している人物でもあり、実力を試す相手として杏が選ばれたことで彼女と勝負することとなった。大金を稼ぎそれに相応する女性と行為に及ぶため代打ちとなった経緯を含め、初対面の杏にいきなり抱きつく、提示された条件を達成した上で勝利した際は一夜を共にする女性を連れてくることを組長に要望する等の描写から好色家であることが示されている。

白川（しらかわ）
ネロを名古屋から連れてきた元・代打ちの男性。卓上でネロと長く付き合ってきた人物でもあり、彼を勝利へ導くため彼への差し込みを通してアシストを行った。非常に落ち着いた性格をしている一方で、自身の期待や予想が外れた際に動揺の色を見せる一面がある。

### 2巻
桐谷小梅（きりや こうめ）
鈴司と華子の間に産まれた5歳の少女。本作では、入院中の鈴司に代わって月子が面倒を見る形で、彼女と咲代の元に預けられている。魔人と同じ能力を持ち、作中では一瞬だけ開けた手牌の並びからシャンテン数を計算する、下家の杏のツモ牌を判断する形で活用する様子が描かれている。ネット麻雀では「ニワトリ」のID名を持つ七段のプレイヤーとしてカノンとの対局に参加した。

桐谷華子（きりや はなこ）
鈴司の元嫁で小梅の母でもある女性。脳幹に腫瘍を患ったことで半年以上寝たきりの状態にあり、適切な治療が出来なければ年末まで持つかどうか分からないことが有野の口から明かされている。

スぺネコ
ネット麻雀の世界に登場する二足歩行の猫の姿をした四段のプレイヤー。作中で杏に条件付きの勝負を持ちかけたことをきっかけにネット麻雀の情勢やカノンの情報を教える形で登場する。

がおうさん
ネット麻雀の世界に登場する骸骨を想起させる顔立ちの六段のプレイヤー。スペネコと共に杏に勝負を持ちかけた人物の一人で、その後も彼女の対局を評価する形で登場する。

たこ人参
ネット麻雀の世界に登場する人参とタコの足を模した衣装を身に付けた五段のプレイヤー。上記の二人と共に杏に勝負を持ちかけた人物の一人で、以降も二人と行動し対局を観戦する形で登場する。

### 3巻
天須鉄男（あます てつお）
「女神に愛された男」の通り名を持つ広島弁の男性。かつて鈴司と歌舞伎町で戦った相手の一人であり、彼からは自身と互角の実力の持ち主と評されている。作中で親の倍満や緑一色をあがる描写から豪快な打ち手であることが示されている。現在は自身の過去と関わりの深い結ともう一度会うため極坂の元で代打ちとして働いている。

極坂（ごくさか）
社長を務めつつ鉄男や小諸を代打ちとして雇っている男性。八岐の悔しがる顔を見ることを目的として魔人を討伐する、彼女にとって不都合なことなら何でもする旨を鉄男に話す描写から彼女を敵対視していることがうかがえる。

八岐鱗（やまた うろこ）
八岐財閥の会長と魔人の雇い主を務める女性。極坂からは敵意を向けられており、彼からは妖怪ババアと評されている。

結（ゆい）
魔人の愛人を務める女性。鉄男の過去を知る人物で、彼のことを誰よりも運が太くたくましい子と評している。

魔人（まじん）
白い魔人と呼ばれる無敗の麻雀打ちの男性。彼を倒すことが全ての代打ちの夢であり、勝利を収めたあかつきには億単位の賞金が手に入ることが鈴司の口から語られており、今作における彼の目的と繋がっている。「HAKU」という浮浪児時代に付けられた名前をID名として用いてネット麻雀を打たされていたが、天竜位に到達することが出来ずギャンブルの世界へ逃げ込んだ過去を持つ。瞬発的に記憶したものを脳内で再生し細部まで思い出すことが出来る先天的な能力を持ちそれを用いて勝利し続けている一方で、その能力故に火事で自身の娘を失った過去に苦しめられている。

松原月子（まつばら つきこ）
三猿駅前商店街に居を構えている女性。今作では鈴司に代わり自宅で小梅を預かり面倒を見ていることが本人の口から明かされている。作中では麻雀牌を用いた遊びと対局を通して杏に小梅の能力を説明した。

松原咲代（まつばら さきよ）
月子と共に三猿駅前商店街に居を構えつつ雀荘を経営している女性。小梅の実力を前に困惑の色を見せる杏に対し煽りをかけつつも、小梅の能力と麻雀の腕前を鈴司が知らないことを説明した。

観音寺カノン
ネット麻雀で「カノン・G」のID名を持つ最強AIと評されている少女。天竜位を獲得した後、自ら命を絶とうとしていることが有野の口から明かされている。杏からキリンジパパの名前を出されたことをきっかけに鈴司との対局に臨むものの、彼のトリッキーな鳴きを前に敗北する。その後日を改め再度迎えた鈴司との対局にて自身の着順に関わらず命を絶つ旨を有野に伝えている。自身の誕生日に姿を現さなかった三郎から彼を探して車を飛ばし命を落とした自身の母と彼女の行動を咎められた過去をきっかけに彼に失望し、自ら命を絶つことを通して彼への報復を行おうとしていることが彼女の回想の中で描かれている。

稲作宙二（いなさく ちゅうじ）
サングラスをかけたオールバックの青年。ネット麻雀にて「イナビカリーノ」のID名を持つ十段のプレイヤーとしてカノンとの対局に参加し、鈴司と小梅と共に卓につきカノンの天竜位昇段を阻止する形で彼女の自決を一時的に止めることに成功した。その後は鈴司とカノンの天竜位をかけた対局をマスヨと共に観戦する形で登場するも、カノンの勝利を確信した際にもう見てられないとその場を後にしている。

神立（かんだち）
杏やリズからカンダタさんと呼ばれている浅黒い肌をした雀ゴロの男性。今作では杏に鳴き麻雀を教える人物の一人として彼女と共にカブキングを訪れ、、ドラの重要性を説きつつ麻雀を打った。対局の最中杏に対し、息子のヒロシが将来について悩み相談のメールを送ってくることと迷わずに進めばいいという旨の返答をしつつも自身の立場から言われた所で説得力に欠けるのではないかと話している。

リズ
カブキングで働くポニーテールの女性。カンダタの説くドラの重要性を極端と評し、冗談半分で話を聞くよう杏に耳打ちする様子が描かれている。カンダタに好きな二翻役を聞かれた際は七対子を挙げていた。

猿田渡（さるた わたる）
カブキングで働く蝶ネクタイの男性。作中で二度リーチをかけるものの鳩村とカンダタに振り込み頭を抱えることとなる。

鳩村（はとむら）
カンダタと共に卓を囲んだ男性。作中ではドラの暗刻を含んだ高い手を猿田からあがり喜びを露わにしていた。

太良場毒郎（たらば どくろう）
顔に大きな傷を持つ肥満体型の男性。今作では杏に鳴き麻雀を教える人物の一人として彼女と共にホーマーを訪れ、杏にあがるまでの速さに重きを置いた鳴き麻雀を説くと共に後方から遠隔操作のローターを用いて鳴きの合図を伝える(ポンとチー、どの牌を晒すかの判断は彼女に委ねる)スピード鳴き麻雀調教を行った。自身をオジイたんと呼ぶ杏に平手打ちを食らわせるものの店を後にした際、彼女に対し自身が過去に魔人の娘の朋子からオジたんと呼ばれていたことと魔人が朋子を火事で失ったトラウマを抱え苦しんでいることを語っている。話の冒頭でパフェのチェリーやショートケーキを食す様子や鳴き麻雀の特訓後に甘いものを食べにいくことを提案する描写があり、杏からは糖尿病を懸念されている。

サキ
ホーマーで働く蜜柑を模した髪飾りを付けた女性。スピード鳴き麻雀調教中に声を荒げる杏とその都度後方から平手打ちを食らわせる毒郎に困惑していた。

キネジ
サキの誘いからホーマーの従業員と共に卓を囲んだ男性。杏を自身の孫娘として紹介する毒郎に朋子を連れていた頃の話を持ち出したことで彼の怒りを買い、残っている歯を全て叩き折る旨の脅しをかけられている。

松原朋子（まつばら ともこ）
魔人の娘で、過去に火事に巻き込まれ命を落とした少女。生前は毒郎をオジたんと呼び、頻繁に彼と行動を共にしていたことがキネジの口から明かされている。

### 4巻
蛭林（ひるばやし）
リンドンリンドンの従業員からフィルさんと呼ばれている淀んだ目が特徴的な男性。今作では杏に鳴き麻雀を教える人物の一人としてリンドンリンドンで彼女に勝負を持ちかけ、鳴きに応じて相手に衣服を脱がせる独自のルールを用いた脱衣麻雀を提案した。鳴き麻雀において重要なものは読みであり相手の手を読むと共に自分の手を読まれないことが大切と説き安い手と東風一回ごとのサシウマ十万円を払わせる制約で杏を精神的に追い込むものの、切った牌を湯鳥から鳴き直して裸単騎に持ち込んだ彼女に振り込み衣服を全て脱ぐこととなった。勝負後杏に単騎待ちを選択した理由を尋ねると共に彼女の答えに対し麻雀を打つうえで面白いことが一番大事であると伝え、免許皆伝を言い渡した。

木根航平（きね こうへい）
リンドンリンドンの店長を務める男性。脱衣麻雀を持ちかけられた杏に対し嫁入り前の娘であることを理由にやめるよう説得しフィルの目的を説明したうえでグローブを外して帰るよう提案するものの、守る将来なんて残ってないという旨と女である前に代打ちであるという彼女の主張に跳ね返されている。

湯鳥（ゆとり）
リンドンリンドンで働く帽子を被った青年。木根と共に対局に参加しつつフィルと杏の脱がし合いを嬉々として眺めながら煽りをかけていた。

間黒千洋（まぐろ ちひろ）
どんなに沈んだ状態からでも大きな手で浮き上がってくる様を表した「海底火山」の通り名を持つ白鯨組に所属する代打ちの男性。魔人戦への登板を賭けた福老組との対決に大悟を指名し自身の勝利と共に彼を殺害することを目論む形で登場し、山読みと鳴き読みの天才と評される メンゼン主義の打ち方と周囲のペースに飲み込まれない冷静な思考をもって大きな手をあがり杏と鮫洲を追い詰める。かつて大悟と魔人に挑んだ際に通しのサインを見抜かれていることに気付き、イカサマに頼ろうとした時点で負けだと大悟を心の中で非難していた。その後自身の勝利を追い求めた大悟によって共に敗北を喫し、逃亡した彼の分の罰を背負わされ左腕を切り落されたことをきっかけに彼に対し強い恨みを抱くこととなった。

鰯（いわし）
間黒と共に福老組との対決に足を運んだ白鯨組に所属する代打ちの男性。落ち着いた口調と丁寧な態度で相手と接する一方で、心の中では常に彼らに対し毒づき自身の手で打ち倒す旨の言葉を吐く野心的な性格をしている。間黒を倒して自身の伝説を作ることを志し勝負に臨む中で土院にオヒキとして徹するよう命じられ思い悩むものの、自身の実力を示すため彼に逆らい間黒から跳満をあがった。自身の容姿に関するコンプレックスや頭部を灰皿代わりに用いられ無数の火傷を負わされた過去から、誰もが主人公となる可能性を秘めた代打ちの道へ進んだことが彼の回想の中で明らかになっている。

土院（どいん）
白鯨組の長を務める和服姿の男性。自身の組の代打ちと彼らの実力に強い期待と信頼を抱いており作中で勝負の直前に間黒と鰯に励ましの言葉をかける、自身の益を優先した鰯を殴りつける様子が描かれている。福老組の長を務める組長とは対立関係にあり、魔人戦の大悟をクソ鳴き小僧と評すと共に麻雀におけるリーチの重要性を語り彼をたきつけている。

### 5巻
ヒロシ
鈴鳴と共に鈴司の天竜位獲得を賭けた対局に参加した眼鏡の青年。オーラスを迎える中、自身の放銃で試合を雑に終わらせることを恐れ自身の手を崩すと共に鈴司のあがり牌を止めることを選択した。

鈴鳴（すずなり）
ネット麻雀で「チャイム」のID名を持つ鎧姿の男性。ドラを掴みツモ切りを検討するものの、観客の多さと鈴司への放銃によるラス落ちを懸念し勝負を降りることに専念した。

マスヨ
稲作と共に鈴司とカノンの対局を観戦したバニースーツ姿の少女。カノンの勝利を確信しヤケになった稲作の後を追い対局の場を後にした。

### 6巻
観音寺三郎（かんのんじ さぶろう）
魔人の能力を研究し彼にネット麻雀を打たせていた過去を持つ執刀医の男性。カノンの父親であると共に華子の脳腫瘍を取り除くことが出来る数少ない存在であることが有野の口から明かされている。過去に自身の妻を失った際カノンに吐いた言葉をきっかけに、彼女からは母を貶した父親として蔑まされている。

カノンの母親
カノンの回想に登場した女性。カノンの誕生日に姿を現さない三郎に痺れを切らし、大雪の中車を走らせ彼の研究所へ向かう途中で事故に遭い命を落とした。

### その他
小諸ユータ
10月の魔人戦に登板された出っ歯の青年。読みを狂わせることを目的とした鳴き麻雀で魔人を敗北させるため鉄男に代わって彼を出場させたことが極坂の口から明かされている。軽快な口調で颯爽と鳴く様子を見た杏からは自分よりも大悟らしい人物と評されている。

## 前作と異なる点
- 物語の舞台が歌舞伎町の雀荘から代打ちの集う地下空間に移っているものの、作中で杏が神立たちと共に彼らが前作で桐谷と戦った雀荘を訪れる話やネット麻雀空間を中心に対局が行われる様子が描かれている点から完全に舞台が変わったわけではないことが示されている。
- 前作・前々作がある程度麻雀を理解している中級者向けに描かれているのに対し、今作は初心者が麻雀を理解し最終的には中級者程度の知識を持てるようになることを目標に描いているという旨が作者のTwitterにて明かされている。
- 前作で描かれた雀荘ごとのローカルルールがMリーグ基準のルールに統一され、赤入り東南戦の試合形式が用いられるようになった[4]。また、この変更がされたきっかけに連載開始時とМリーグ開幕の時期が近く、その形式で試合を観戦する人たちへ配慮したことが関係しているという旨が作者のTwitterにて明かされている。
- 本作における魔人という表記は二代目魔人のことを指しており、初代魔人については言及されていない。
- 前作・前々作のキャラクターがほぼ同等のポジションで登場している一方で、現時点で麻雀プロのキャラクターは姿を見せておらず存在も匂わせられていない。

## グローブについて
代打ちとなった者が身に着けるグローブ。対局を行う部屋の前に設置されたパネルに手をかざしエントリーを行う、終局時に握手を交わすことで金銭のやり取りを済ませることが出来る、等の描写から特殊なグローブであることが判明している。手の甲には代打ち毎に文字や生物を模した装飾が施されており、彼らの通り名や個性として反映されている。
- 大悟[5]・葉隠杏→赤い鱗模様の小手
- 桐谷鈴司→雷紋亭の小手[6]
- 義経→悪魔の目
- 根間零壱→数字のゼロ
- 天須鉄男→翼とハート
- 間黒千洋→亀甲
- 鰯→組み合わさった大文字のJ
- 観音寺カノン→梅の花と蕾
- 小諸ユータ→ウサギの頭部

## 書誌情報
- 塚脇永久 『キリンジゲート』竹書房〈近代麻雀コミックス〉、全8巻
  1. 2019年5月1日発売[7]、ISBN 978-4-8019-6600-0
  2. 2019年12月2日発売[8]、ISBN 978-4-8019-6821-9
  3. 2020年7月1日発売[9]、ISBN 978-4-8019-7031-1
  4. 2021年3月1日発売[10]、ISBN 978-4-8019-7279-7
  5. 2021年10月1日発売[11]、ISBN 978-4-8019-7438-8
  6. 2022年4月30日発売[12]、ISBN 978-4-8019-7627-6
  7. 2022年12月1日発売[13]、ISBN 978-4-8019-7919-2
  8. 2023年6月1日発売[14]、ISBN 978-4-8019-8052-5